# Lockhartia imbricata
Lockhartia imbricata es una especie de orquídea epifita originaria de América del Sur.

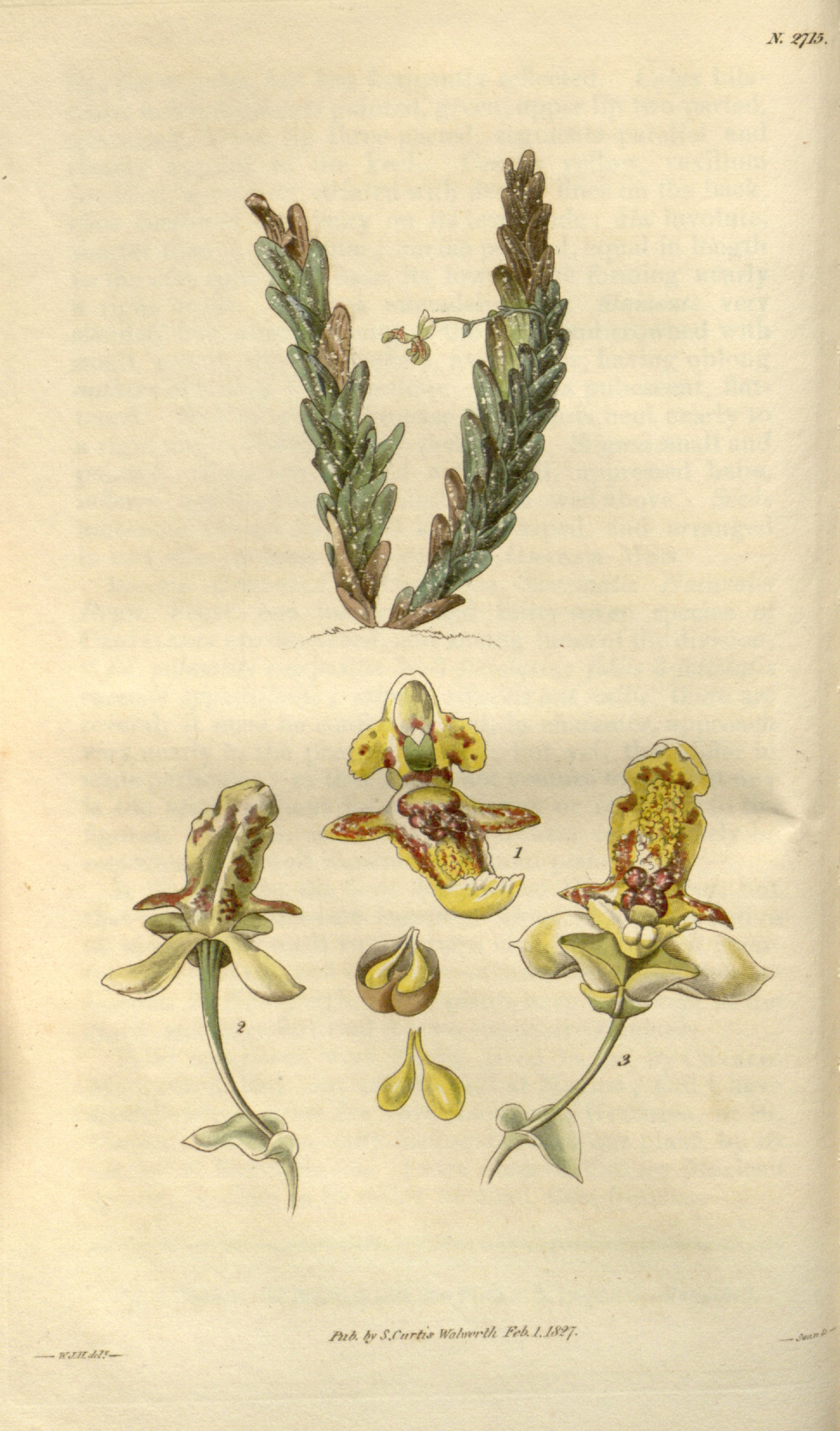
Ilustración

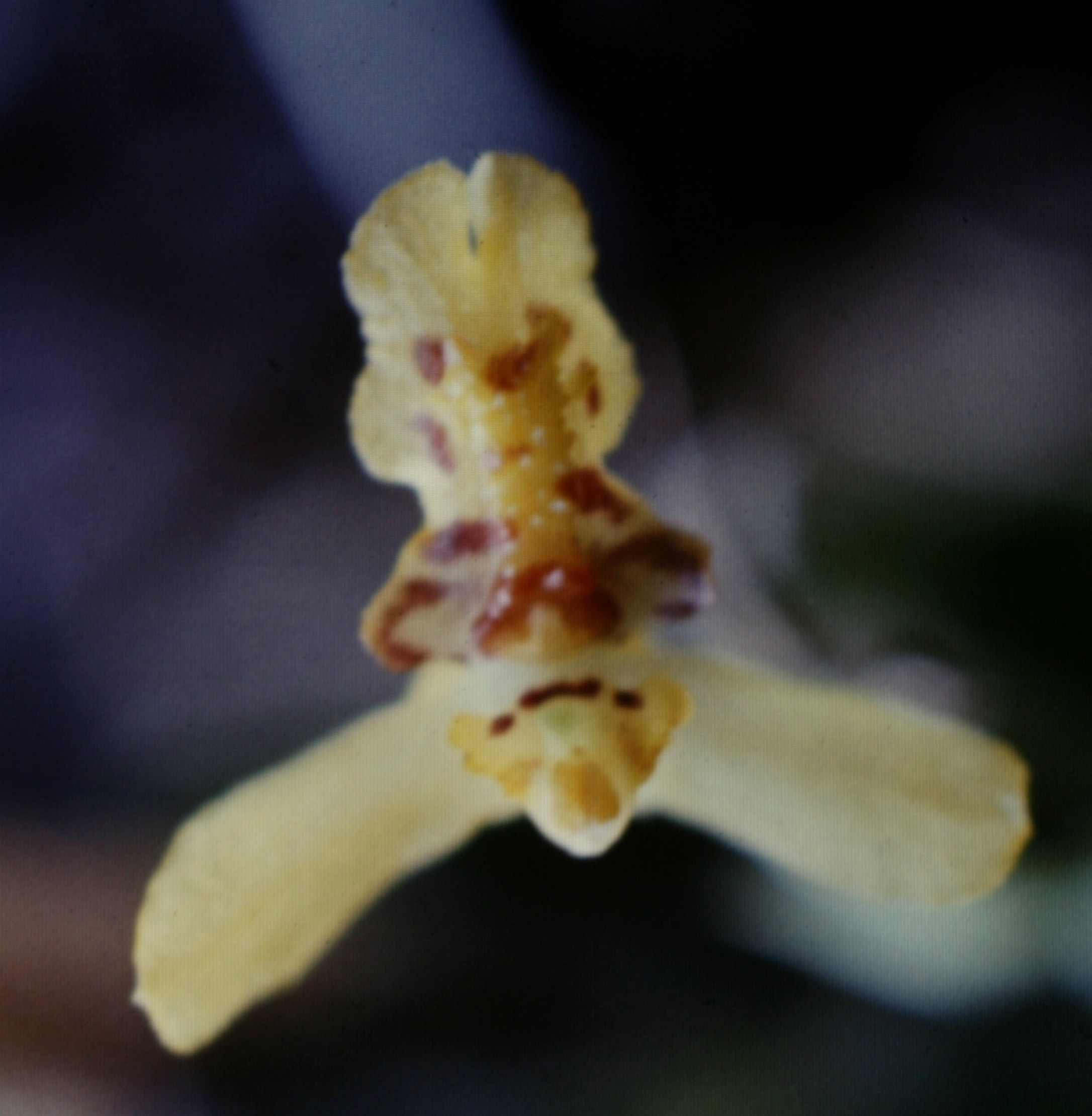
Detalle de la flor

## Descripción
Es una orquídea de tamaño pequeño con hábitos de epifita con un vástago alargado que lleva muchas hojas, basalmente juntas, dísticas, imbricadas, coriáceas, rígidas, triangulares y obtusas. Florece en cualquier época del año en una inflorescencia axilar, subsésilde 1,25 cm de largo, racemosa, con pocas flores que surgen cerca del ápice del tallo colgante.

## Distribución y hábitat
Se encuentra en Trinidad y Tobago, Guayana Francesa, Surinam, Guyana, Venezuela, Colombia, Ecuador y Brasil en las elevaciones de 300 a 1.700 metros. 

## Taxonomía
Lockhartia imbricata fue descrita por (Lam.) Hoehne y publicado en Arquivos de Botânica do Estado de São Paulo 2: 139. 1952.
Etimología
Lockhartia: nombre genérico otorgado en homenaje a Sir David Lockhart, superintendente del Imperial Jardín Botánico de Trinidad y Tobago, en el siglo XVIII.
imbricata: epíteto latíno que significa "imbricada, superpuesta".
Sinonimia
- Epidendrum imbricatum Lam. (basónimo)
- Epidendrum biserrum Rich.
- Fernandezia elegans (Hook.) Lodd.
- Lockhartia elegans Hook.
- Lockhartia obtusifolia Regel
- Lockhartia weigeltii Rchb. & Rchb.f.
- Lockhartia obtusa Regel
- Lockhartia floribunda Rchb.f.
- Fernandezia obtusa Lindl. ex Linden
- Lockhartia biserra (Rich.) Christenson & Garay[5]